# Teracotona abyssinica
Teracotona abyssinica là một loài bướm đêm thuộc phân họ Arctiinae, họ Erebidae.